# Einar Østby
Einar Østby, född 17 september 1935 i Vinger i Kongsvingers kommun, död 3 april 2022, var en norsk längdåkare aktiv under 1960-talet.